# 韦尼阿明·孔德拉季耶夫
韦尼阿明·伊万诺维奇·孔德拉季耶夫（羅馬化：Veniamin Ivanovich Kondrat'yevich；1970年9月1日—）是俄罗斯政治人物，现任克拉斯诺达尔边疆区行政长官。
孔德拉季耶夫于2022年因俄乌战争而受到英国政府制裁。